# Championnat du Norrland de football
 (signalé en juin 2025).
Si vous disposez d'ouvrages ou d'articles de référence ou si vous connaissez des sites web de qualité traitant du thème abordé ici, merci de compléter l'article en donnant les références utiles à sa vérifiabilité et en les liant à la section « Notes et références ».
- Archive Wikiwix
- Bing
- Cairn
- DuckDuckGo
- E. Universalis
- Gallica
- Google
- G. Books
- G. News
- G. Scholar
- Persée
- Qwant
- (zh) Baidu
- (ru) Yandex
- (wd) trouver des œuvres sur Wikidata

Le Tournoi du Norrland, ou Norrländska Mästerskapet est une ancienne compétition annuelle de football suédois qui s'est disputée entre 1925 et 1953. La compétition est fondée pour permettre aux clubs de football du Norrland (région traditionnellement peu peuplée) de participer à un championnat, ces derniers étant trop éloignés des autres clubs du pays.

## Histoire
Lors de la création de l'Allsvenskan (1924), les clubs du nord du pays ont été exclus du tout nouveau championnat national en raison des longues distances les séparant du reste du pays. Pour pallier ce problème, il est donc décidé de créer un tournoi réunissant les meilleurs clubs du Nord de la Suède. 
Après la suppression du Tournoi du Norrland, en 1953, aucune équipe de ce championnat ne parvient à se qualifier pour l'Allsvenskan. Il faut attendre la saison 1965 pour voir GIF Sundsvall intégrer la plus haute division suédoise. l'IFK Holmsund l'imite lors de la saison 1967, puis l'IFK Luleå en 1971, l'IFK Sundsvall en 1976, Umeå FC, 1996. Ces cinq équipes sont les seules du Norrland à avoir un jour évolué en Allsvenskan.

## Exceptions
Toutes les provinces du Norrland n'ont pas été exclues de l'Allsvenskan jusqu'à la suppression du Norrländska Mästerskapet. C'est le cas notamment des clubs de Gävle ou de Sandviken. Bien que ces deux villes fassent partie du Norrland, ces deux équipes ont été intégrées au championnat national. Il faut toutefois attendre 1929 pour voir Sandvikens IF pour la première fois en Allsvenskan et 1934 pour Gefle IF. Ainsi, on considère traditionnellement que le Norrländska Mästerkapet concernait tous les clubs basés au nord des provinces historiques de Dalécarlie et du Hälsingland.

## Palmarès
- 1925 : Strands IF
- 1926 : Bodens BK
- 1927 : Söderhamns Skärgårds IF
- 1928 : Bodens BK
- 1929 : Bodens BK
- 1930 : Pas de championnat
- 1931 : Pas de championnat
- 1932 : Malmbergets AIF
- 1933 : Pas de championnat
- 1934 : Pas de championnat
- 1935 : Pas de championnat
- 1936 : Bodens BK
- 1937 : Bodens BK
- 1938 : Bodens BK
- 1939 : Domsjö IF
- 1940 : Pas de championnat
- 1941 : Bodens BK
- 1942 : GIF Sundsvall
- 1943 : IF Friska Viljor
- 1944 : Bodens BK
- 1945 : Pas de championnat
- 1946 : Pas de championnat
- 1947 : Ljusne AIK
- 1948 : IFK Holmsund
- 1949 : IFK Östersund
- 1950 : Skellefteå AIK
- 1951 : Skellefteå AIK
- 1952 : Lycksele IF
- 1953 : Fagerviks GF